# Francesco Molinari Pradelli
Francesco Molinari Pradelli (Olaszországon kívül gyakran Molinari-Pradelli) (Bologna, 1911. július 4. – Bologna, 1996. augusztus 8.) olasz karmester, aki főként operadirigensként vált világhírűvé.

## Élete
Szülővárosa zenei líceumában (ma Giovanni Battista Martini Konzervatórium) kezdte tanulmányait (zongora: F. Invaldi, zeneszerzés: C. Nordio), majd a római Accademia di Santa Cecilán folytatta Bernardino Molinari karmesterképzőjén. (Bolognai tanulmányai idején művészettörténetet is tanult Roberto Longhinál.)
A végzés után visszatért szülővárosába, ahol Teatro del Corso korrepetitora lett. Itt volt nagysikerű karmesteri debütálása 1937. október 22-én, amikor Donizetti Szerelmi bájitalát vezényelte. Ezzel az előadással hazai turnéra is ment a társulat. (A színházat 1944-ben lebombázták.) A második világháború végéig Olaszország kisebb színházaiban működött, nemzetközi karrierje ezután indult be.

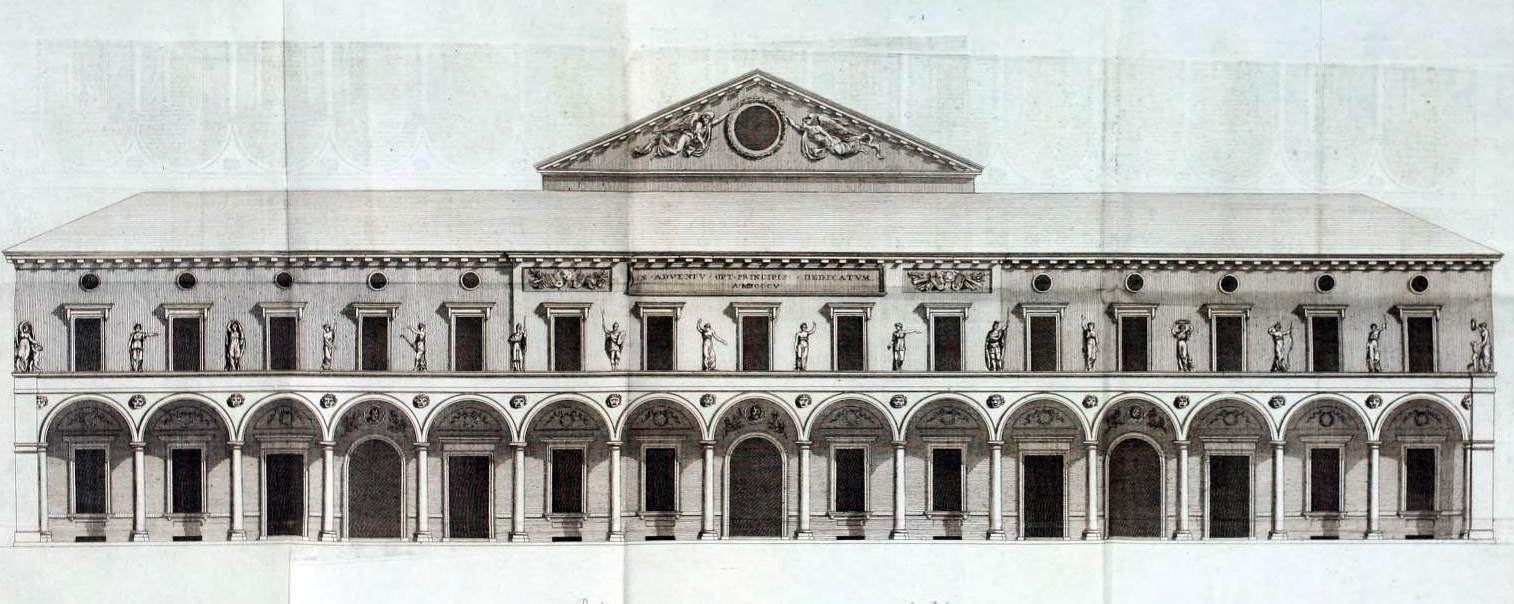
Az egykori Teatro del Corso (1805–1944)

1946-ban, az újranyitás évében, már felléphetett a milánói La Scalában és a vezető olasz operaházak közé tartozó nápolyi Teatro di San Carlóban. 1950-től rendszeresen vezényelt a Veronai Aréna nyári előadásain.
1951-ben szerepelt először jelentős külföldi dalszínházban, amikor a londoni Covent Gardenben mutatkozott be. 1957-ben járt először Amerikában. Ekkor még „csak” San Franciscóban, ahová a következő években is visszajárt. 1959. május 16-án debütált a Bécsi Állami Operában Verdi Álarcosbáljával. (1981. június 16-ig 104-szer szerepelt itt, repertoárja a Carmen mellett tizennyolc olasz romantikus és verista operából állt.) 1966. február 7-én vezényelt először a Metropolitan Operában. (1973. június 23-ig 312 alkalommal lépett fel, egy-egy francia mű és gálaest kivételével a legnépszerűbb olasz darabokat dirigálta itt is.)
A Magyar Állami Operaházban 1949-ben, '50-ben és 1955-ben vendégszerepelt. Egyik budapesti útján a Magyar Nemzeti Bank kínos helyzetbe hozta Tóth Aladár igazgatót, mert vonakodott átutalni a Molinari Pradelli gázsijául szolgáló devizát. 1955-ben népszerű olasz operarészleteket is felvett a Magyar Rádióban.
Rendszeresen szerepelt zongorakísérőként dalesteken. Utolsó fellépése 83 éves korában volt, amikor Puccini Fecskéjét vezényelte Cataniában.
Repertoárja szinte kizárólag olasz romantikus és verista operákból állt, néhány francia, továbbá Mozart- és Wagner-művet is vezényelt.
Jelentős műgyűjteményre tett szert, főként 16-18. századi olasz festők képeiből. A Bolognában megkezdett tanulmányok után önképzéssel gyarapította művészettörténeti tudását. Utazásain során sokat vásárolt. Képeit életében és halála után is rendszeresen kiállították bel- és külföldön.

## Diszkográfia
- Giuseppe Verdi: La Traviata (Renata Tebaldi, Gianni Poggi, Aldo Protti, Piero de Palma, Ivan Sardi stb.; a római Accademia di Santa Cecilia Ének- és Zenekara) (1954) Decca 430 250-2 és 455 895-2
- Giuseppe Verdi: A végzet hatalma (Renata Tebaldi, Mario Del Monaco, Ettore Bastianini, Giulietta Simionato, Cesare Siepi, Fernando Corena, Piero de Palma stb.; a római Accademia di Santa Cecilia Ének- és Zenekara) (Róma, 1955) Decca 475 8681 [korai sztereófelvétel jó minőségben]
- Richard Wagner: A bolygó hollandi (Aldo Protti, Dorothy Dow, Mirto Picchi, Mario Petri stb.; a RAI Milánói Énekkara és Szimfonikus Zenekara) (olaszul, Milánó, 1955. április 4.) Walhall WLCD 0223
- Gaetano Donizetti: Lammermoori Lucia (Maria Callas, Gianni Raimondi, Rolando Panerai, Antonio Zerbini stb.; a Teatro San Carlo Ének- és Zenekara) (élő felvétel, Nápoly, Teatro San Carlo,  1956. május 22.) Myto MCD 00296
- Giuseppe Verdi: Rigoletto (Richard Tucker, Renato Capecchi, Gianna D'Angelo, Ivan Sardi, Miriam Pirazzini stb., a Teatro San Carlo Ének- és Zenekara) (élő felvétel, Nápoly, Teatro San Carlo, 1959) Walhall WLCD 0330
- Giuseppe Verdi: Rigoletto (Aldo Protti, Alfredo Kraus, Gianna d'Angelo, Bruna Roncini, Giorgio Tadeo stb.; a Trieszti Giuseppe Verdi Színház Ének- és Zenekara) (élő felvétel, Trieszt, Giuseppe Verdi Színház, 1961. március 2.) Myto MCD 00304
- Giacomo Puccini: Turandot (Birgit Nilsson, Giuseppe di Stefano, Leontyne Price, stb., a Bécsi Állami Opera Ének- és Zenekara) (élő felvétel, Bécs, Állami Opera, 1961. június 22.) Orfeo  C 757 082 I és Urania WS 121123
- Gaetano Donizetti: Szerelmi bájital (Mirella Freni, Nicolai Gedda, Mario Sereni stb.; a Római Operaház Ének- és Zenekara) (Róma, 1966) Warner 9482802
- Gaetano Donizetti: A kegyencnő (Alfredo Kraus, Viorica Cortez, Renato Bruson, Cesare Siepi stb.; a Genovai Teatro Communale Ének- és Zenekara) (élő felvétel, Genova, Teatro Communale dell'Opera, 1976) Dynamic CDS 480